# Treben
Treben est une commune allemande de l'est du land de Thuringe située dans l'arrondissement du Pays-d'Altenbourg. Treben est le siège de la Communauté d'administration de la Pleiße.

## Géographie

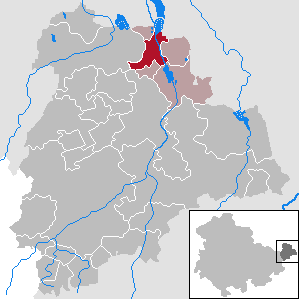
Situation de Treben dans l'arrondissement d'Altenbourg

Treben est située sur la Pleiße, à la limité avec l'arrondissement de Leipzig en Saxe, à 6 km au nord d'Altenbourg. Elle est composée du village de Treben et de cinq autres villages et hameaux :
- Plottendorf ;
- Primmelwitz ;
- Serbitz ;
- Lehma ;
- Trebanz.

Communes limitrophes (en commençant par le nord et dans le sens des aiguilles d'une montre) : Regis-Breitingen, ville de Borna, Fockendorf, Windischleuba, Gerstenberg, ville de Meuselwitz et Haselbach.

## Histoire

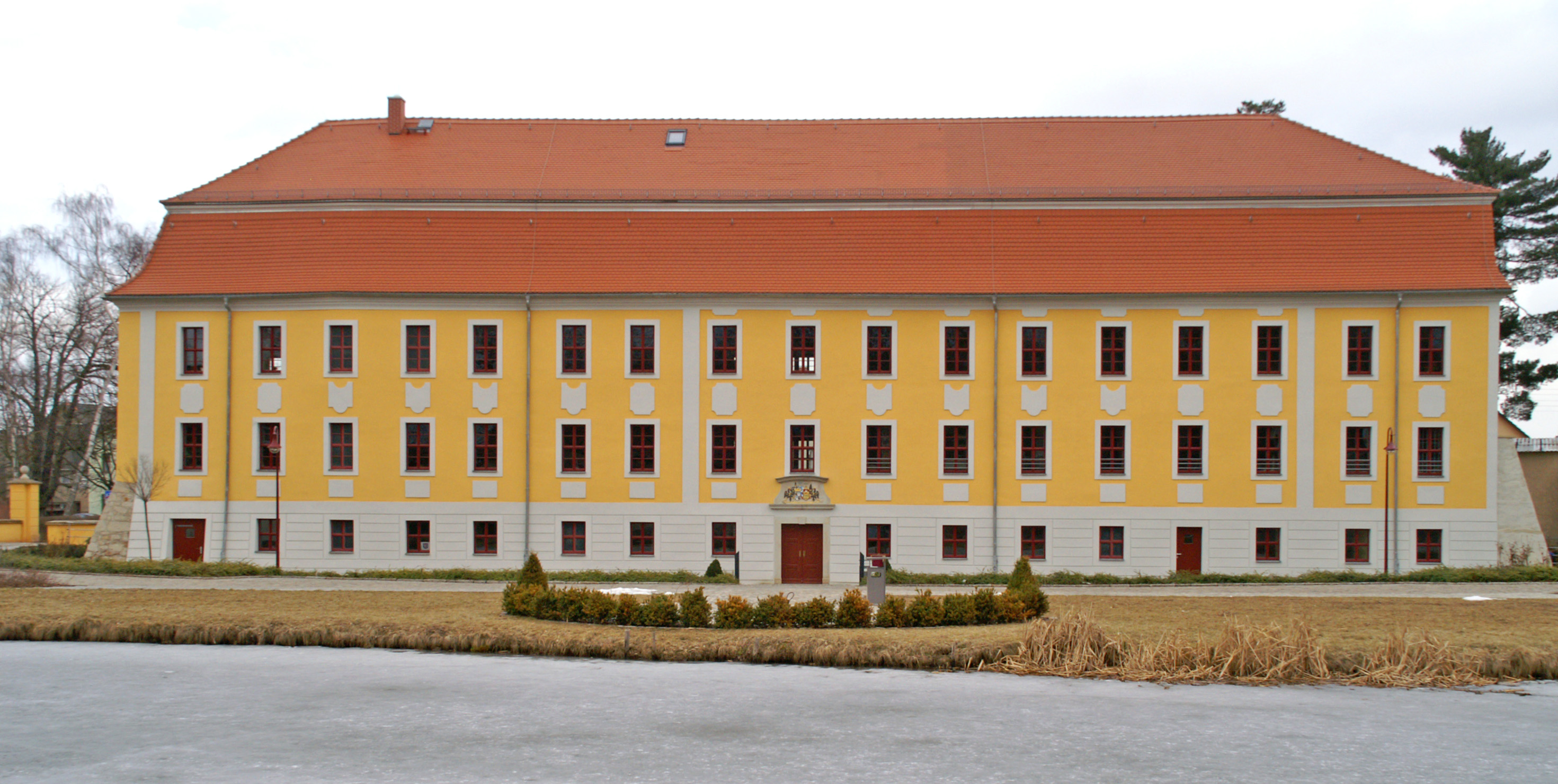
Le château de Treben

La première mention écrite du village de Treben date de 1181 et le cite comme village sorabe. En 1329, il est le siège d'une seigneurie qui compte très certainement un château fort (wasserburg). Le château actuel, qui sert de mairie, date de 1543.
L'église du XVe siècle abrite un orgue de Kreutzbach datant de 1862. La découverte des gisements de lignite au XIXe siècle a entraîné l'industrialisation de Treben (usine de céramique).
En 1942, un camp de travailleurs forcé a fonctionné dans le village de Plottendorf.
Malgré le barrage de retenue construit sur la Pleiße entre 1951 et 1953, Treben est encore la victime de graves inondations dont la dernière a eu lieu en 2002.

### Incorporations de communes
Plusieurs communes ont été incorporées au territoire de Treben :
- en 1950, Plottendorf et Primmelwitz ;
- en 1965, Serbitz ;
- en 2008, les anciennes communes de Lehma et Trebanz, qui ont quitté pour ce faire la ville de Meuselwitz.

## Démographie
Commune de Treben dans ses limites actuelles :
| 1900  | 1933  | 1939  | 1995  | 2000  | 2005 | 2010  |
| ----- | ----- | ----- | ----- | ----- | ---- | ----- |
| 1 994 | 2 148 | 2 148 | 1 134 | 1 047 | 975  | 1 292 |